# Parantica marcia
Parantica marcia är en fjärilsart som beskrevs av Talbot 1915. Parantica marcia ingår i släktet Parantica och familjen praktfjärilar. IUCN kategoriserar arten globalt som starkt hotad. Inga underarter finns listade i Catalogue of Life.